# Hopis
Cet article concerne le peuple hopi. Pour la langue hopi, voir Hopi (langue).
Cet article possède des paronymes, voir Hoppy et Opi.
Les Hopis (contraction de Hopitu-shinumu, « le peuple de la paix » en français) font partie du groupe amérindien des Pueblos d'Amérique du Nord, voisins des Navajos, des Papagos, et des Zuñis. Les Hopis vivent dans le nord-est de l'Arizona, dans la région des Four Corners, une région très aride. Dans des textes anciens, le peuple est souvent appelé Moki ou Moqui.
On recensait 7 494 Hopis répartis en sept pueblos en 1775, alors qu'il n'y en avait plus que 6 500 en 1990.

## Langue
La langue hopie fait partie des langues uto-aztèques. Il existe un dictionnaire de la langue, qui est parlée par 80 % de la population (1990), soit 5 264 personnes sur 6 500.
Dans les années 1930, le linguiste Benjamin Lee Whorf écrivit que la langue Hopi n'avait aucun mot pour exprimer le temps, ce qui suggérait que ce peuple avait une perception du temps différente de celle des Européens.

## Mythologie
Le récit des origines du monde des Hopis raconte la création qui s'est faite par étapes :
- le premier monde Tokpela (l'espace infini). À partir de l'infini, le créateur Taiowa créa le monde fini avec les terres, les animaux et des humains. Quand les humains sont devenus mauvais, ce monde a été détruit par le feu. Les hommes épargnés ont été guidés vers un nouveau monde au-dessus ;
- Tokpa (minuit sombre) le deuxième monde, qui a finalement été couvert de glace après que les hommes ont grimpé au troisième monde ;
- Kuskurza (la signification du terme s'est perdue), ce troisième monde auquel sont associées la direction et la couleur rouge a été englouti sous les eaux. Les hommes ont dû chercher eux-mêmes le passage vers un nouveau monde ;
- Tuwaqachi (le monde entier) le quatrième monde est celui que les humains habitent toujours, sa direction est le nord, sa couleur sikyangpu un jaune-blanc[5].

Une prophétie prédit la fin de ce quatrième monde, les survivants grimperont vers un cinquième.

## Histoire
Il semble que les Hopis soient venus du sud vers le VIIIe siècle pour s'installer dans l'actuel Arizona. Entre 700 et 1100, ils ont construit ou emménagé dans les pueblos de Mesa Verde, Chaco Canyon, Aztec, Wupatki, Betakin et Keel Seek où l'on trouve leurs signes de clans sur des murs. Pendant les grandes sécheresses de 1276 à 1299, la plupart de ces pueblos ont été désertés. C'est durant la même période que les villages sur les trois mesas ont été fondés.
Quand au XVIe siècle les Conquistadors arrivent sur le territoire des Hopis, ces derniers les accueillent amicalement. Ainsi, en 1583, ils mettent des guides à la disposition de l'expédition d'Antonio de Espejo et, en 1598, ils se soumettent au gouverneur espagnol Juan de Oñate.
En 1629, des missionnaires franciscains s'installent à Oraibi. Les missionnaires catholiques sont une des causes de la révolte des Pueblos en août 1680. Les églises sont détruites, tout comme les bâtiments du gouverneur à Santa Fe. Les Espagnols se retirent provisoirement au Mexique jusqu'en 1692. Quand ils reviennent dans la région, ils apportent des moutons, bœufs et chevaux.
C'est à cette période qu'un nouveau peuple nomade arrive du nord, les Navajos, que les Hopis appellent Tasavuhta (ceux qui fracassent le crâne). Comme les Navajos volent les récoltes et le bétail des Hopis, il y a des conflits constants entre les deux peuples qui durent jusqu'au XXe siècle.
À la suite de la guerre américano-mexicaine (1846-1848), l'Arizona est rattaché aux États-Unis.
En 1868, le gouvernement américain autorise les Navajos qui ont survécu à la « longue marche » à s'installer sur une partie de leur ancien territoire, sur la même réserve que les Hopis. À leurs yeux, un Indien équivalait à un autre et on ne tenait pas compte des tensions préexistant entre les deux peuples.
En 1974, le 16e Karmapa rendit visite aux indiens Hopis dans l'Arizona. Selon Mick Brown, ils s'échangèrent deux bagues en argent, turquoise et corail comme présent, qui, à la surprise des personnes présentes, étaient identiques. Un représentant des Hopis ayant déclaré au Karmapa qu'ils souffraient d'une sécheresse, ce dernier répondit qu'il prierait pour cela, ce qu'il fit dans la voiture qui le ramenait au motel. Au moment où il en sortit, un orage se déclencha, d'un ciel initialement sans nuage.

## Réserve des Hopis

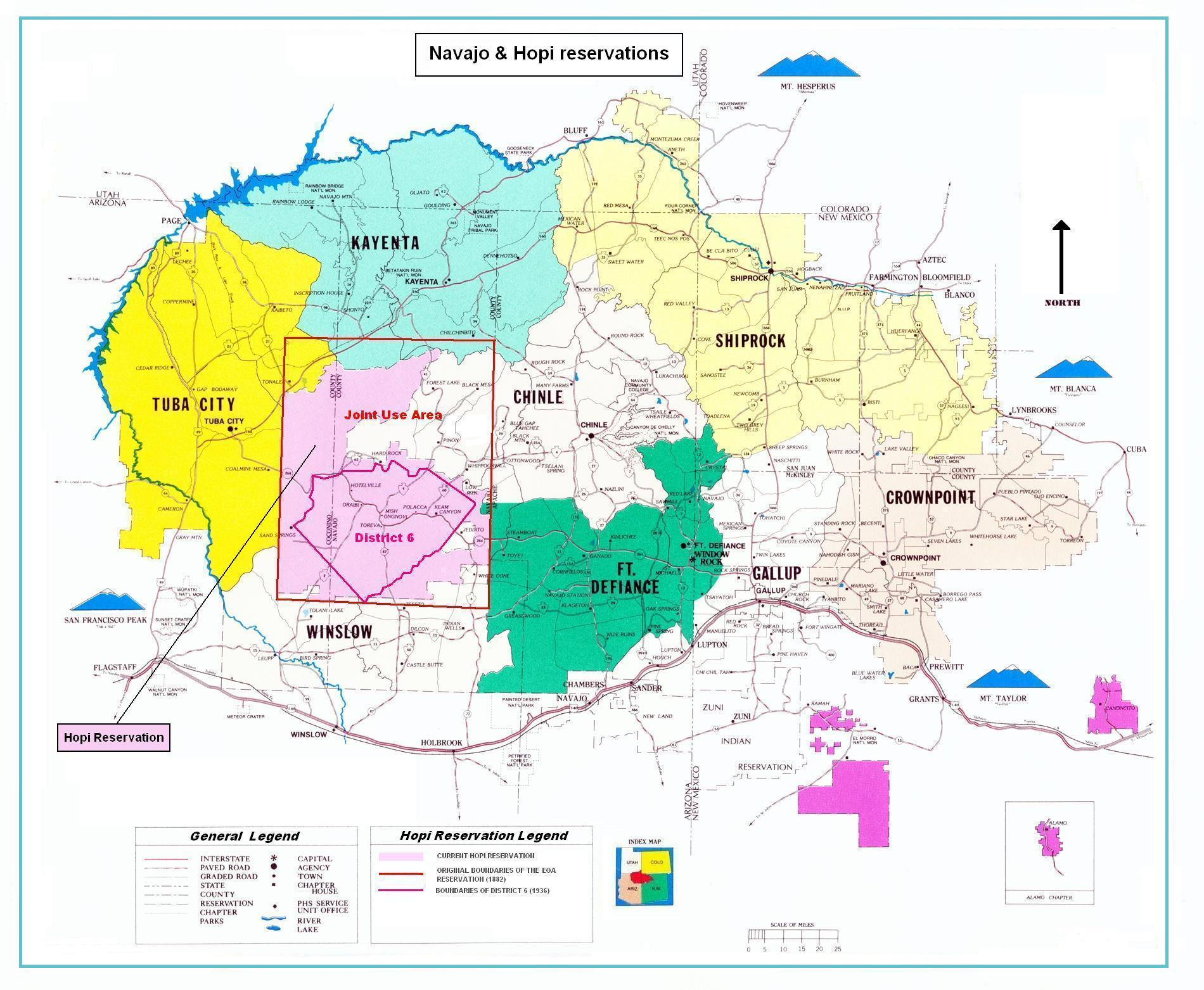
La réserve des Hopis (couleur violet) entièrement entourée par la réserve des Navajos.

La réserve des Hopis est à l'intérieur de la réserve Navajo. D'abord il s'agissait d'une seule réserve. En 1882 un territoire rectangulaire distinct fut attribué aux Hopis. Toutefois de nombreux Navajos continuaient à y habiter. Pendant longtemps une partie du territoire était attribué à une gestion commune des Hopis et Navajos (Navajo-Hopi Joint Use Area) (depuis 1936). Les conflits qui en résultaient ont seulement été réglés en 2009.

### Villages
First Mesa (première Mesa)
- Waalpi (Walpi) (clan du feu)

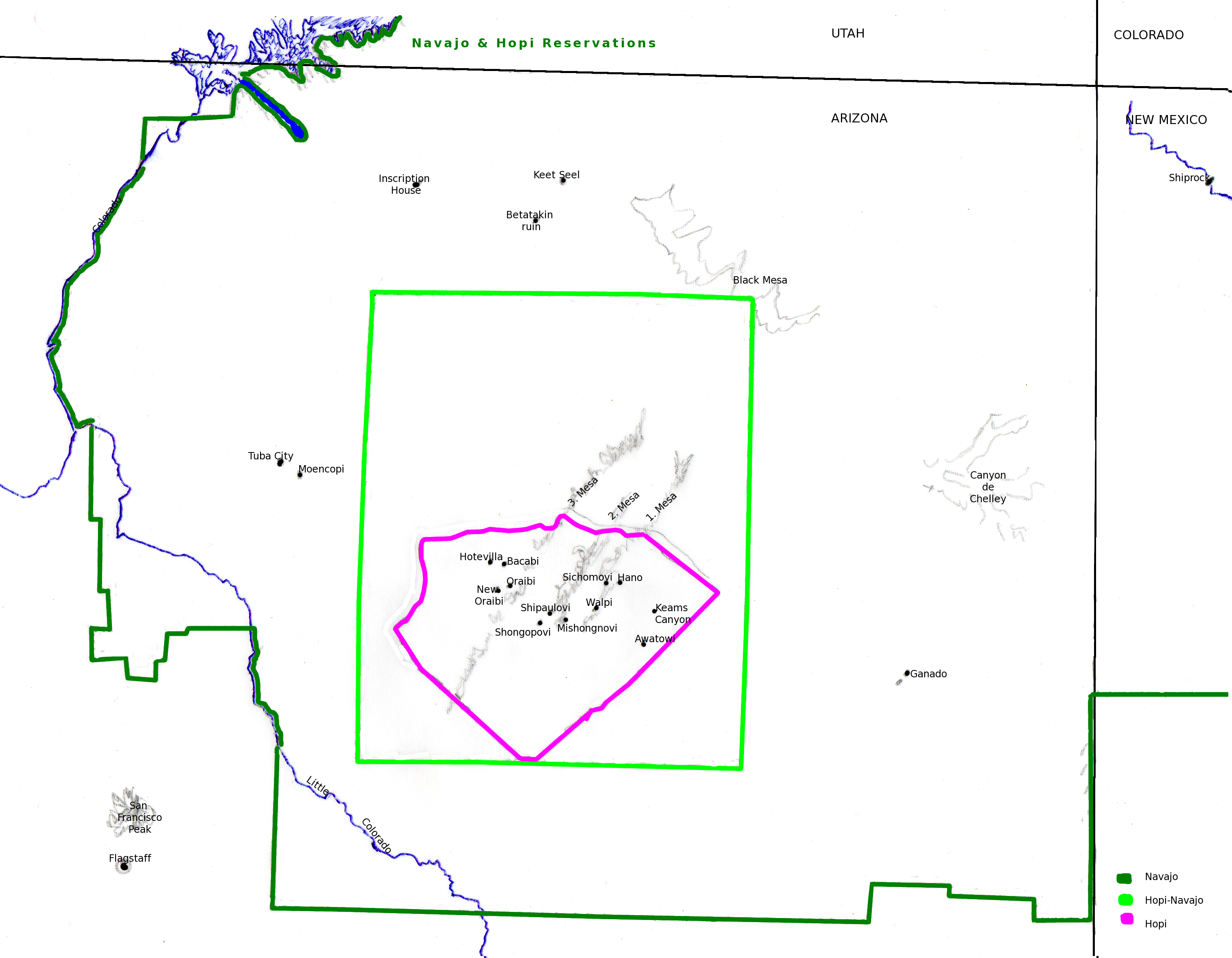
Emplacement des villages et pueblos des Hopis.

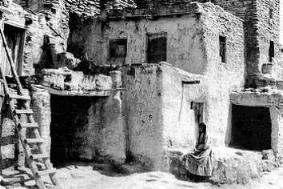
Maison Hopi, 1896.

- Hano-ki (Hano or Tewa) (peuple de langue Tewa)
- Sitsomovi (Sichomovi)

Second Mesa (deuxième Mesa)
- Songoopavi (Shongopavi) (clan des ours)
- Musungnuvi (Mishongnovi) (clan des ours)
- Supawlavi (Shipaulovi) (clan des ours)

Third Mesa (troisième Mesa)
- Hoatvela (Hotevilla) (clan du feu d'Oraibi, après la scission de 1906)
- Paaqavi (Bacavi) (clan des araignées de Hotevilla, après la scission de 1907)
- Munqapi (Moencopi) 80 km à l'ouest de la mesa (clan des courges venu d'Oraibi)
- Kiqotsmovi (Kykotsmovi)
- Orayvi (Oraibi) (clan des ours)

## Organisation familiale
La société Hopi est matrilinéaire, matrilocale et exogame. Elle est organisée en clans avec des phratries. Les clans les plus importants étaient ceux des ours, des perroquets, des aigles, et des blaireaux.
Après le mariage, l'homme emménage chez sa femme. C'est elle qui est propriétaire du logement et des terres. Les clans ont leurs rituels spécifiques et leurs objets. Ils sont réglés par les kivas, sociétés ayant la responsabilité des très nombreuses cérémonies qui rythment l'année.
Les rituels qui impliquent des katchinas, souvent plus de trente différents, ont tous lieu entre le solstice d'hiver et le solstice d'été, et durent plusieurs jours. Par exemple, en février, on célèbre Powama (la danse du Haricot). Durant seize jours, les danseurs masqués priaient les esprits katchinas de la pluie pour avoir de bonnes récoltes.

### Cérémonie du mariage

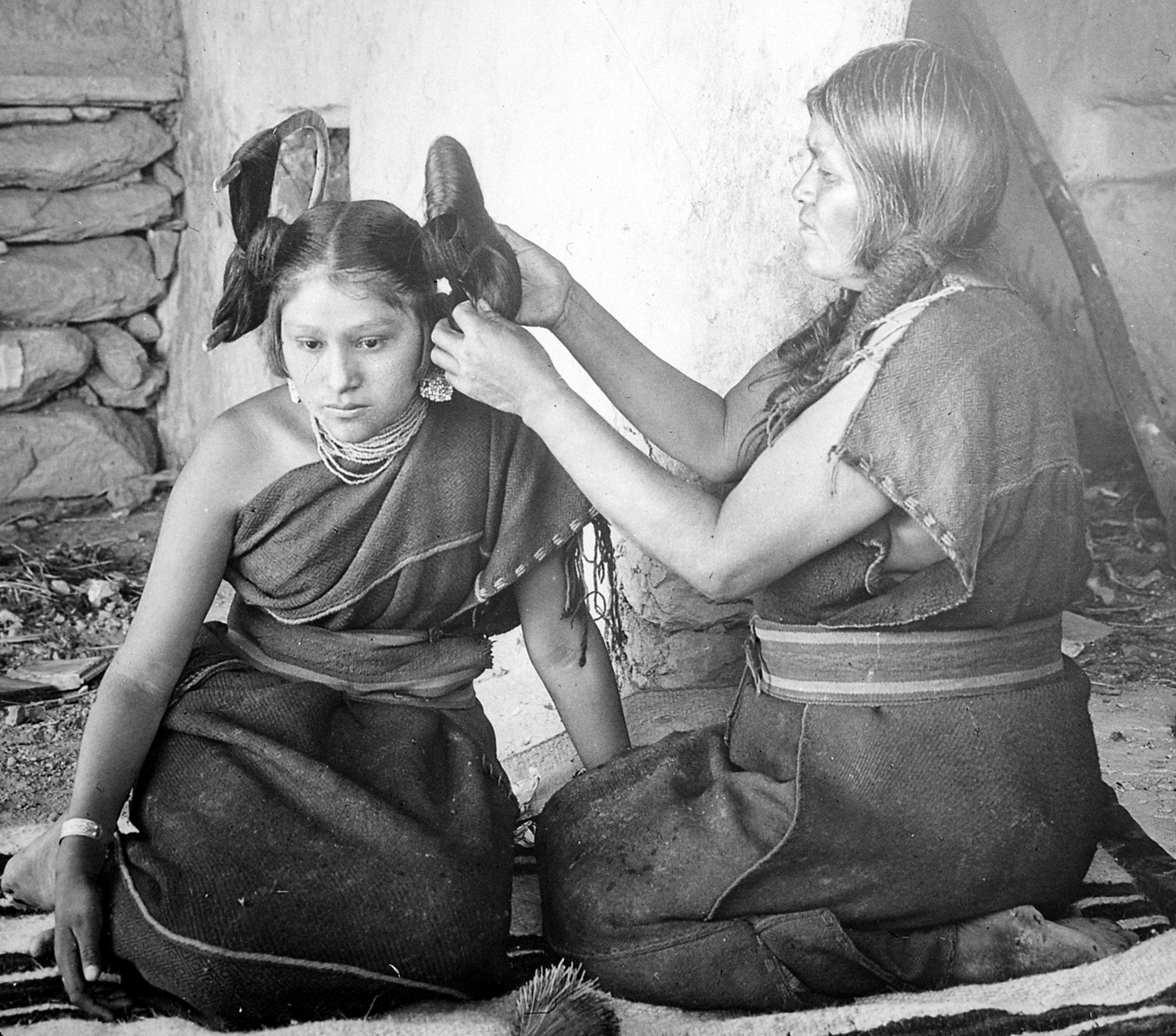
Une femme coiffe une jeune fille non mariée.

Les filles en âge de se marier portaient une coiffure très élaborée comportant des macarons. Les mères des promis se lavaient les cheveux ensemble dans le même récipient pour sceller l'union.
La future mariée hopi passait d'abord trois jours à moudre du grain chez ses beaux-parents. Après la célébration, elle attendait sa tenue de mariage, tissée par son futur mari et les hommes de sa belle-famille. Elle rentrait ensuite chez elle avec sa parure rangée dans un étui en roseau.
Le jour de son mariage, le garçon hopi se parait de colliers de perles.
À leur mort, les femmes étaient enterrées dans leur robe de mariée afin d'être convenablement vêtues pour rejoindre le monde des esprits.

### Artisanat
Chez les Hopis les hommes sont les tisserands mais aussi les agriculteurs. Les femmes font des poteries et la vannerie.

## Symboles
Les Hopis sont très prolifiques en symboles. Ils utilisaient notamment la svastika pour représenter les pérégrinations des clans. Au début de la Seconde Guerre mondiale, les Hopis renoncèrent officiellement à son usage sur leurs objets usuels et créations artistiques.

## Agriculture

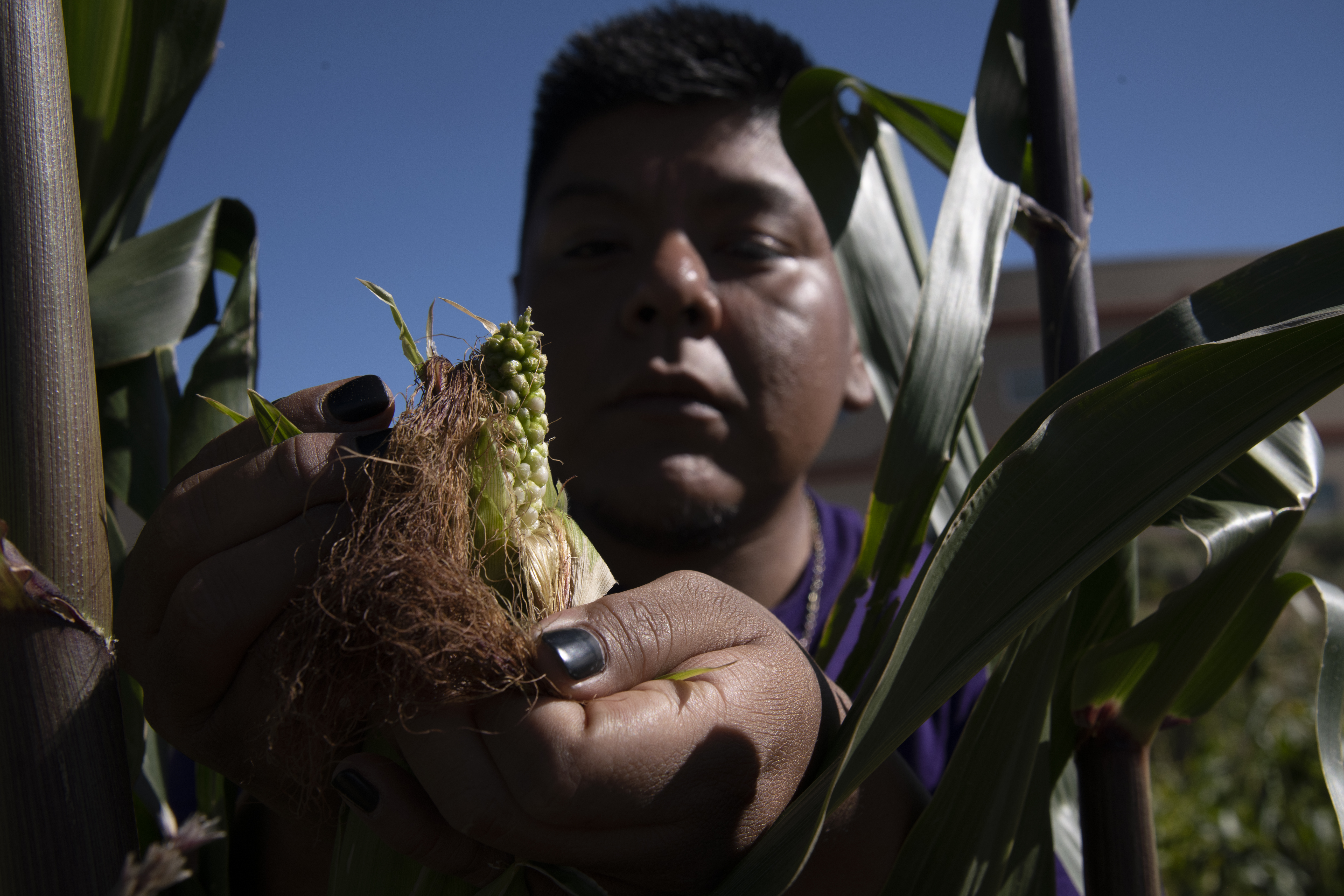
Kyle Kootswaytewa inspectant un plan de maïs hopi.

Les Hopis sont un peuple d'agriculteurs, vivant dans un pays aride. Leurs cultures étaient adaptées à cet environnement désertique, où il faut tenir compte des chemins d'écoulement des eaux de pluie pour l'irrigation naturelle.
L'agriculture, l'élevage et l'artisanat sont des activités importantes pour les Hopis. Leurs cérémonies marquent les différentes phases du cycle agricole. Pour les Hopis, l'agriculture a été un mode de vie à part entière.
Outre le maïs, les Hopis cultivaient également :
- la courge pour l'alimentation ainsi que pour faire différents types d'ustensiles de ménage et des instruments de musique ;
- le haricot (noir, jaune, rouge) cultivé pour l'alimentation ;
- le tournesol pour produire de l'huile ;
- le coton et les amarantes pour faire des vêtements et des colorants pourpres.

En l'an 1276, une sécheresse de vingt-trois ans s'est produite dans la région du sud-ouest, qui a touché grandement l'agriculture. Néanmoins, les terres des Hopis furent moins durement touchées que d'autres régions. Autour du XVIe siècle, les Espagnols ont commencé leurs explorations au sud-ouest. Ils ont apporté de nouveaux fruits et légumes qui sont devenus progressivement une partie de l'alimentation Hopi. Les Hopis apprirent alors la culture des vergers, des pastèques, des piments, et de l'oignon.

### Culture du maïs

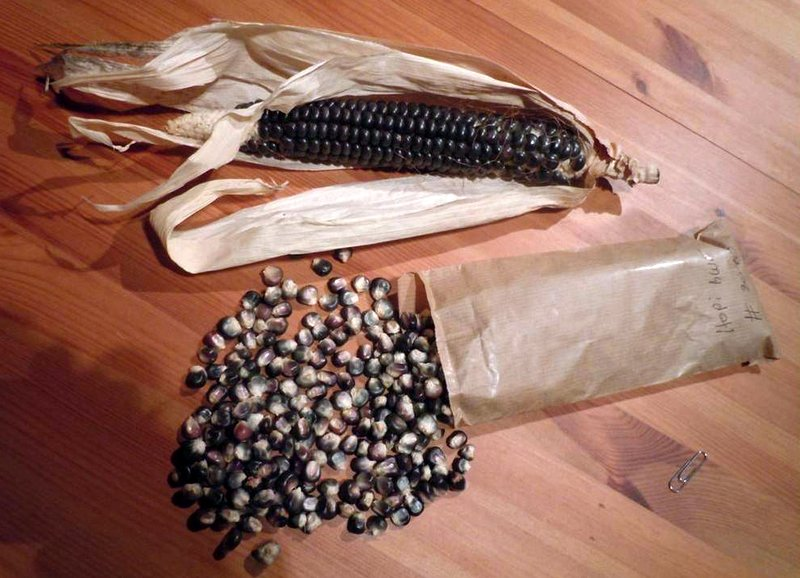
Le maïs bleu des Hopis a l'avantage de pousser même en zone aride. Pour éviter le dessèchement, les Hopis plantent sa graine à 30 cm de profondeur.

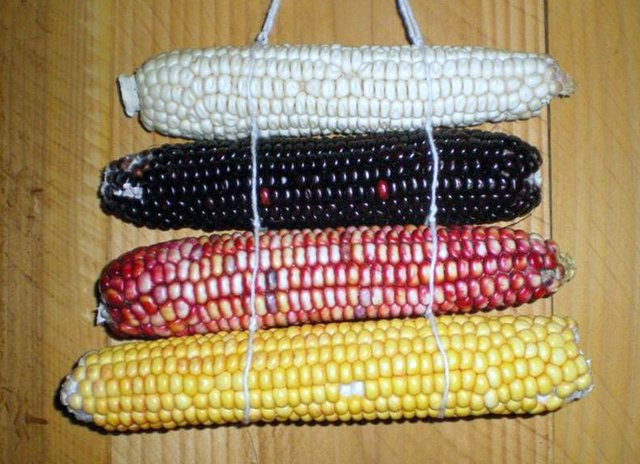
Différentes variétés de maïs Hopi.

La culture du maïs bleu (mais aussi blanc, rouge, violet, jaune) occupe une place importante dans la société et la culture hopi. Ces variétés étaient toutes adaptées à leurs conditions difficiles de culture (sol pauvre sablonneux, absence de fertilisation). Le type d'épi est long (30-40 gr), 12-14 rangs, structure farineuse à légèrement cornée.
- Maïs hopi bleu, couleur de base dans leurs légendes. Ce maïs est particulièrement destiné au « piki bread », la tortilla extrafine de maïs bleu. En fait il y a des sous-variétés du bleu foncé au gris. On en fait des gâteaux, des tamales et toutes sortes de préparations à base de farine.
- Maïs blanc : en général plus denté, destiné aux hominy = grains cuits et débarrassés de leur peau puis séchés et utilisés pour faire le fameux « posole », soupe-ragoût à la viande, le cassoulet hopi ! Autres préparations à base de farine.
- Maïs rouge : souvent rayé ou de couleur variable. Piki bread aussi.

Don C. Talayesva décrit les conditions de culture. Les Hopis plantent 8 voire 10 grains par poquet. Le proverbe hopi dit « 2 grains pour les vers, 2 pour les souris, 2 pour les lapins, 2 pour les corbeaux et 2 pour toi » Traditionnellement ce sont les femmes qui sèment. Profondeur de 3 à 30 cm selon l'humidité du sol. Là se trouve la principale spécificité du maïs hopi : sa possibilité de germer à de grandes profondeurs. Densité de semis issue de poquets de 8 éclaircis à +/- 4, espacés de 4 pas dans les deux sens soit environ 20-25 000 plantes par ha. Les jeunes plants sont protégés des lapins et souris avec un cylindre de boîte de conserve.

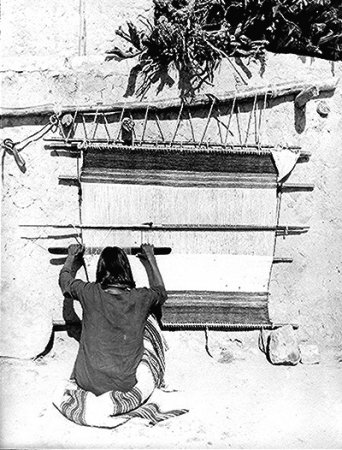
Tisserand Hopi en 1879.
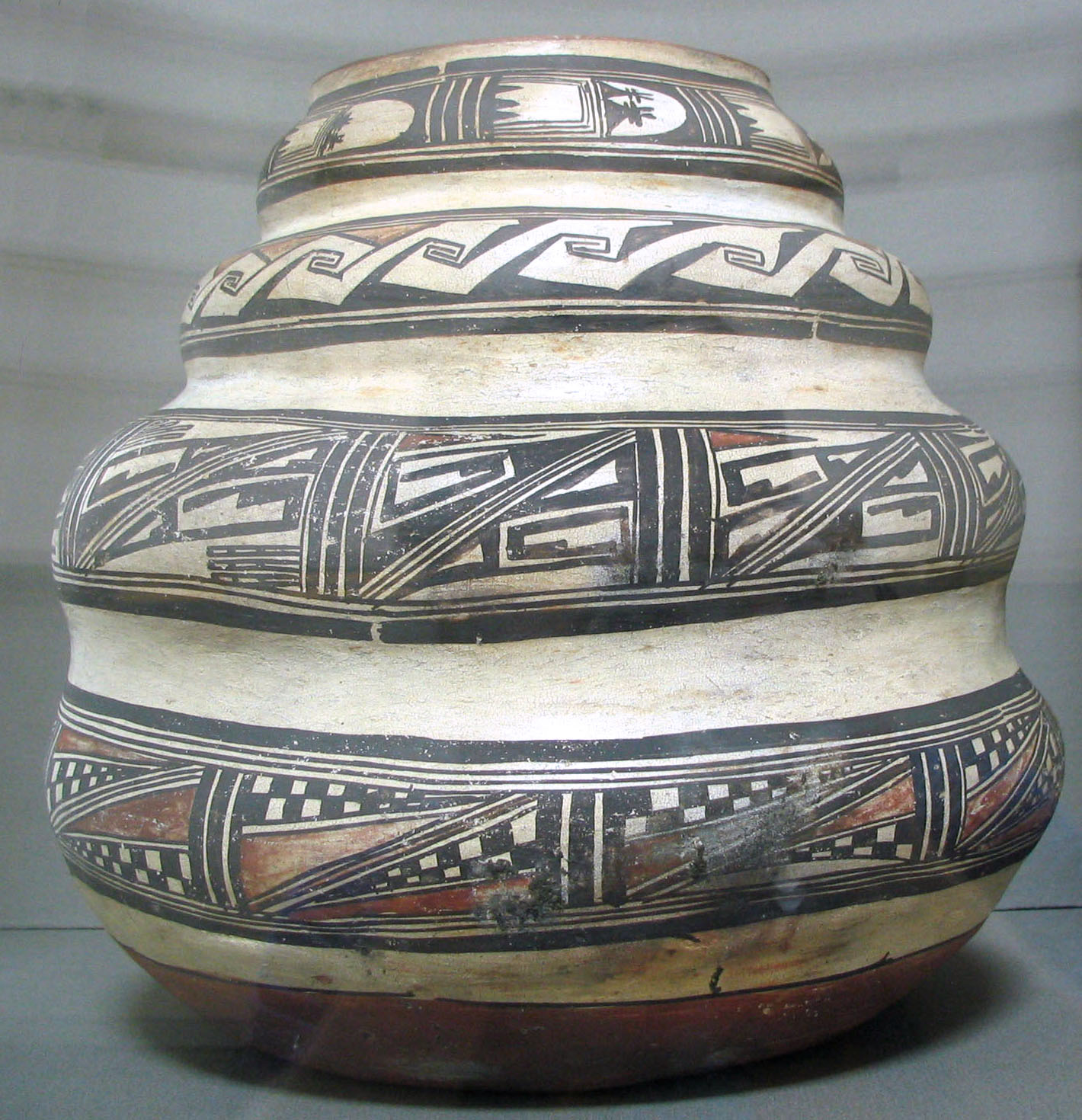
Céramique Hopi, vers 1880, conservée à Washington D.C.
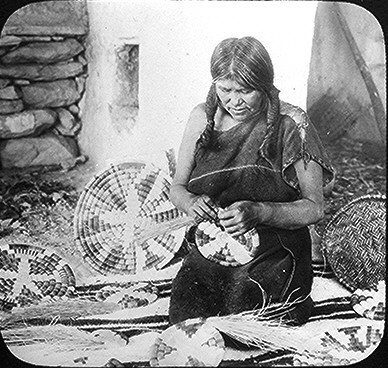
Une femme fabriquant des paniers en 1910.

## Sources d'inspiration
- Le roman  Née contente à Oraibi de l’écrivaine Bérengère Cournut raconte l’histoire d’une jeune fille Hopi vivant à Oraibi.
- Joe Dassin, après l'obtention de son bac à Grenoble, a soutenu un mémoire de master d'ethnologie sur la tribu des Hopis à l'université du Michigan.
- Le film Koyaanisqatsi s'inspire d'une légende Hopi.
- Le compositeur Jon Appleton a composé Hopi, la naissance du désert, commande de l'aden 06 pour les Rencontres des Chorales d'enfants à Nice et Cannes en 1993. La pièce a été mise en scène par la Compagnie Pupella-Noguès (Joëlle Noguès et Giorgio Pupella) avec des reproductions des poupées Kachina et des silhouettes de théâtre d'ombre. La direction musicale était de Alain Jutard. Le spectacle a été présenté dans les théâtres de Nice Akropolis et du Palais des Festivals de Cannes en juin 1993.
- La bande dessinée L'université des chèvres met en scène un instituteur itinérant d'origine française qui intègre la société des hopis au XIXe siècle.